# Zajta
Zajta (németül: Saiten) község Szabolcs-Szatmár-Bereg vármegyében a Fehérgyarmati járásban.

## Fekvése
Csengertől 14 kilométerre északkeletre fekszik, közvetlenül a román határ mellett. A határ magyar oldalán csak két településsel szomszédos: észak (és nyugat) felől Rozsállyal, északkelet felől pedig Méhtelekkel. A román oldalon a legközelebbi szomszédja dél felől Nagypeleske (Peleș), de feltehetőleg határos Atya (Atea) és Kispeleske (Pelișor) településekkel is.

### Megközelítése
Közúton a határ magyar oldala felől csak Rozsály érintésével érhető el, a 4143-as útból kiágazó 41 135-ös számú mellékúton. Határszélét érinti még a Csegöldtől Rozsályig húzódó 4146-os út is.
A havai vasútvonalak közül a községet a Nyíregyháza–Mátészalka–Zajta-vasútvonal érinti, amelynek egy megállási pontja van itt, Zajta vasútállomás, amely az ország legkeletibb fekvésű vasútállomása, és ma e vasútvonal keleti végpontja; fizikailag a belterület délnyugati szélén található, közúti elérését a 41 335-ös számú mellékút teszi lehetővé. A vasút egykor nem itt ért véget: eredetileg Fehérgyarmattól egészen Szatmárnémetiig épült ki, azonban a trianoni határ kettévágta, így Zajta lett a magyar oldalon a végállomás. A Romániához került vonalszakaszt a II. világháború után felszedték, de 2009. december 13. és 2010 decembere között a vonal magyar oldalán is szünetelt a személyforgalom.

## Nevének eredete
Neve a régi magyar Zah személynévből származik, ennek eredete pedig a héber eredetű latin Zacheus személynév.

## Története
1314-ben Zalyta néven említik először, mint a Gutkeled nemzetség birtokai közé tartozó települést.
Területe ősidők óta lakott, északi határában  újkőkori lakógödröket és kézműves tárgyakat találtak.
1314-ben a Gutkeled nemzetséghez tartozó Tiba fia Mihály mester, az Apagyi család őse testvéreivel Lászlóval, Jánossal és Tamással megosztoztak öröklött birtokaikon.
Zajta ekkor Tamásnak jutott.
1461-ben nevét már Zaytha-ként írták, birtokosai ekkor a Bekcs és az Atyai családok birtoka volt.
1462-ben Atyai András fiú utód nélkül halt meg, birtokát a Rozsályi Kúnok kapták meg, akik 1476-ban megvásárolták a Gacsályi család birtokrészeit is, és ettől kezdve a rozsályi uradalomhoz tartozott, s végig annak sorsában osztozott.
1671-ben császári csapatok, s Karl von Strassaldo szatmári főkapitány pusztították el, lakói elmenekültek és 1767-ig területe lakatlan puszta volt.
Ekkor Erdőd környékéről németeket telepítettek ide, akik a romos templomot újjáépítették.
Az 1800-as években elején a település birtokosai a Maróthy, Becsky, Morvay, Osváth és Pongrácz családok, majd a későbbiekben az Ujhelyiek is.
Időközben lakosai elmagyarosodtak, így az 1945 utáni kitelepítés csak 26 személyt érintett.
1910-ben 608, túlnyomórészt magyar lakosa volt. Ekkor Szatmár vármegye Szatmárnémeti járásához tartozott.
Zajta trianoni békeszerződést követően pár hónapig Romániához tartozott. A – történeti források által alá nem támasztott – legenda szerint vitéz Gaál Lajos helyi iskolaigazgató, kántortanító észlelte, hogy a kihirdetett trianoni szerződés és a megállapodáson megrajzolt térkép nincs összhangban, ezért levélben fordult egykori osztálytársához, Huszár Károly miniszterelnökhöz, aminek köszönhetően végül a falu visszakerült Magyarországhoz. Ennek ellentmond a tény, hogy Huszár Károly akkor már nem volt Magyarország miniszterelnöke.

## Közélete

### Polgármesterei
- 1990–1994: Pintye Albert (KDNP)[7][8]
- 1994–1998: Pintye Albert (KDNP)[9][10]
- 1998–2002: Pintye Albert (független)[11][12]
- 2002–2006: Pintye Albert (független)[13][14]
- 2006–2010: Pintye Albert (független)[15]
- 2010–2014: Kosztya Zoltán Pál (Fidesz-KDNP)[16]
- 2014–2019: Kosztya Zoltán Pál (Fidesz-KDNP)[17]
- 2019–2024: Kosztya Zoltán Pál (Fidesz-KDNP)[18]
- 2024– : Kosztya Zoltán Pál (Fidesz-KDNP)[1]

## Népesség
A település népességének változása:
| Lakosok száma | 406  | 425  | 427  | 434  | 441  | 382  | 380  | 393  | 373  |
|               | 2013 | 2014 | 2015 | 2016 | 2017 | 2021 | 2022 | 2023 | 2024 |

2001-ben a település lakosságának 95%-a magyar, 5%-a cigány nemzetiségűnek vallotta magát.
A 2011-es népszámlálás során a lakosok 94,4%-a magyarnak, 15,1% cigánynak, 16,7% németnek, 1,5% románnak, 1% ukránnak mondta magát (5,6% nem nyilatkozott; a kettős identitások miatt a végösszeg nagyobb lehet 100%-nál). A vallási megoszlás a következő volt: római katolikus 21,3%, református 41,3%, görögkatolikus 24,6%, izraelita 0,3%, felekezeten kívüli 1,8% (9,5% nem válaszolt).
2022-ben a lakosság 73,9%-a vallotta magát magyarnak, 12,9% cigánynak, 8,9% németnek, 1,8% románnak, 1,3% ukránnak, 0,3% örménynek, 0,8% egyéb, nem hazai nemzetiségűnek (26,1% nem nyilatkozott; a kettős identitások miatt a végösszeg nagyobb lehet 100%-nál). Vallásuk szerint 9,7% volt római katolikus, 23,7% református, 20,8% görög katolikus, 3,7% egyéb keresztény, 0,3% ortodox, 2,9% felekezeten kívüli (37,4% nem válaszolt).

## Látnivalók
Szent György tiszteletére szentelt római katolikus temploma 15. századi gótikus eredetű, 1789-ben újjáépítették.

## Testvértelepülések
- Lázári, Románia
- Słopnice, Lengyelország